# سيراس ويزلي بيك
سيراس ويزلي بيك هو عسكري وسياسي كندي، ولد في 26 أبريل 1871 في Hopewell Hill, New Brunswick ‏ في كندا، وتوفي في 27 سبتمبر 1956 في فانكوفر في كندا بسبب نوبة قلبية. نشط حزبياً في Unionist Party (Canada) ‏. وقد انتخب عضو مجلس العموم الكندي.